# 음력 8월 1일
음력 8월 1일은 음력 8월의 첫 번째 날이다.

## 사건
- 1592년 - 청주 전투 발발.
- 2000년 - 대한민국과 조선민주주의인민공화국, 평양에서 제2차 남북장관급회담 개최.
- 2003년 - 대한민국과 조선민주주의인민공화국, 제6차 남북 경제협력추진위원회 합의문 발표.

## 문화
- 1971년 - MBC FM4U 개국.
- 1996년 - 제1회 부산국제영화제(PIFF) 개막.

## 탄생
- 1960년 - 대한민국의 희극인 이경규.

## 같이 보기
- 음력 360일: 1월 2월 3월 4월 5월 6월 7월 8월 9월 10월 11월 12월
- 전날:7월 30일 다음날:8월 2일 - 전달:7월 1일 다음달:9월 1일
- 양력:8월 1일
- 음력, 윤달